# N-75 (航空機)
N-75は、木村秀政が指導する日本大学理工学部木村研究室によって計画されたモーターグライダー。実機の製作には至っていない。

## 概要
1975年（昭和50年）4月、日大理工学部機械工学科（後に航空宇宙工学科）の木村研究室は、同池田研究室と共同の「モーターグライダ研究開発班」が行う卒業研究として複座モーターグライダーであるN-75の開発に着手。1年間のオペレーションズ・リサーチによって、前作であるN-70 シグナスの再評価、および試乗やデータ収集による当時のモーターグライダー、グライダー、軽飛行機各機種の調査を行い、それらに基づき構造の概要と性能の目標値を決定した後、1976年（昭和51年）4月より実用設計を開始した。この時点では1977年（昭和52年）の初飛行を予定していたが、1983年（昭和58年）までの間に開発は中断され、完成には至らなかった。
N-70は軽飛行機に近い性格の機体だったが、N-75では滞空性能の向上が図られ、エンジンを停止しての滑空にも適した「万能型モーターグライダー」として設計された。エンジンも、N-70が自動車のものを転用していたのに対し、N-75では航空機用のものを採用している。胴体はトラス構造の鋼管製骨組に合板張りで、翼には合板セミモノコック構造が用いられている。降着装置は単輪式の引込脚。また、主翼の軽量化や操縦系統のフェイルセーフなどにも重点が置かれていた。
完成後は日大航空部で訓練用機として用いられる予定だった他、オペレーションズ・リサーチの中ではグライダー関連の市場における需要の調査も行われている。

## 諸元（計画値・最終時）
出典：『世界航空機年鑑 1983年版』 103頁。
- 全長：8.12 m
- 全幅：17.44 m
- 全高：1.82 m
- 主翼面積：19.0 m2
- 自重：493 kg
- 全備重量：688 kg
- エンジン：リンバッハ（英語版） SL1700E（英語版）（68 hp） × 1
- 最大速度：185 km/h
- 巡航速度：160 km/h
- 乗員：2名